# Roy Matthews
Roy Matthews, född 10 september 1926, död mars 1992, var en brittisk bågskytt. Han deltog vid olympiska sommarspelen 1972.